# This Is Hell (альбом Dimension Zero)
This Is Hell — другий альбом шведської групи Dimension Zero, виданий наприкінці 2003 року лейблом Regain Records. Платівка побачила світ лише через рік після появи дебютного повноформатного альбому колективу.
Після закінчення запису колектив залишив один з його засновників Гленн Юнгстрем, якого не було вже навіть у відеоряді кліпу на пісню «Amygdala».
Альбом включає у себе 10 основних треків, та бонус-трек «Helmet», що увійшов до розширеної версії, призначеної для Японії та Південної Кореї.

## Список пісень
| #   | Назва                              | Тривалість |
| --- | ---------------------------------- | ---------- |
| 1.  | «The Introduction to What This Is» | 2:38       |
| 2.  | «Dimension Zero»                   | 2:53       |
| 3.  | «Immaculate»                       | 3:52       |
| 4.  | «Blood on the Streets»             | 3:09       |
| 5.  | «Into and Out of Subsistence»      | 3:09       |
| 6.  | «The Final Destination»            | 4:50       |
| 7.  | «Amygdala»                         | 3:27       |
| 8.  | «Killing My Sleep»                 | 4:01       |
| 9.  | «This Light»                       | 4:28       |
| 10. | «Di'i Minores»                     | 3:52       |

| Додатковий трек для Японії та Кореї | Додатковий трек для Японії та Кореї | Додатковий трек для Японії та Кореї |
| #                                   | Назва                               | Тривалість                          |
| ----------------------------------- | ----------------------------------- | ----------------------------------- |
| 11.                                 | «Helmet»                            | 2:19                                |

## Список учасників
- Йоке Єтберг — вокал
- Єспер Стремблад — бас-гітара
- Гленн Юнгстрем — гітара
- Даніель Антонссон — гітара
- Ганс Нільссон — ударні